# Shams al-Dīn Kayumarth
Shams al-Dīn Kayumarth (urdu شمس الدین کیومرث; 1285 circa – 13 giugno 1290) fu il figlio di Muʿizz al-Dīn Kayqubād, l'11º Sultano della dinastia mamelucca di Delhi.
Suo padre Muʿizz al-Dīn Kayqubād si dice fosse stato ucciso dal nobile Khalji Jalāl al-Dīn Khaljī, che salì al trono dopo aver eliminato Kayumarth, dando inizio al periodo khalji del Sultanato.